# (676) Melitta
(676) Melitta ist ein Asteroid des Hauptgürtels, der am 16. Januar 1909 vom britischen Astronomen Philibert Jacques Melotte in Greenwich entdeckt wurde.
Bei dem Namen handelt es sich um die attische Form von Melissa, einer Nymphe aus der griechischen Mythologie. Die Übersetzung bedeutet Biene oder  Die Honigsüße.